# Схокланд
Схокланд (нидерл. Schokland) — некогда один из самых населённых островов Зёйдерзе, служивший перевалочным пунктом голландских мореходных путей, из-за своей небольшой высоты над уровнем моря постоянно подвергавшийся наводнениям, и в итоге из-за них в 1859 году покинутый жителями. Изначально он был полуостровом, островом в результате наступления моря стал в XV веке. Схокланд вытянут в длину на пару километров, и в самой узкой своей части, фактически, состоял из брёвен, расположенных на сваях. По легенде, чтобы пройти это место, встретившиеся люди обязательно должны были обняться и развернуться вместе. После эвакуации населения на севере острова продолжали функционировать гавань и маяк, на самом острове жили около десятка человек, включая двух смотрителей маяка.
После осушения залива Зёйдерзее район Схокланд, начиная с 1940-х годов, стал польдером. Гавань перестала функционировать, маяк был разобран. Так как возникла опасность, что контуры бывшего острова Схокланд сольются с польдером и будут потеряны, Схокланд в 1950 году по периметру обсадили лиственными деревьями.
В 1948 году в специально реконструированной церкви был открыт Музей Схокланда, в котором располагается экспозиция об истории местности. Цель организации «Natuurlijk Schokland», открывшей музей — восстановление первоначального ландшафта острова и организация туров на него. В процессе экскурсии демонстрируются бывшая гавань с восстановленным маяком и домом смотрителя маяка, расположенная в северной части острова, руины церкви и останки маяка, находящиеся в южной части, и, собственно, музей. Культурная история острова и его населения символизирует упорную борьбу людей Голландии с водной стихией.
В 1994 году Схокланд и его окрестности были включены в список Всемирного наследия ЮНЕСКО.

## Галерея

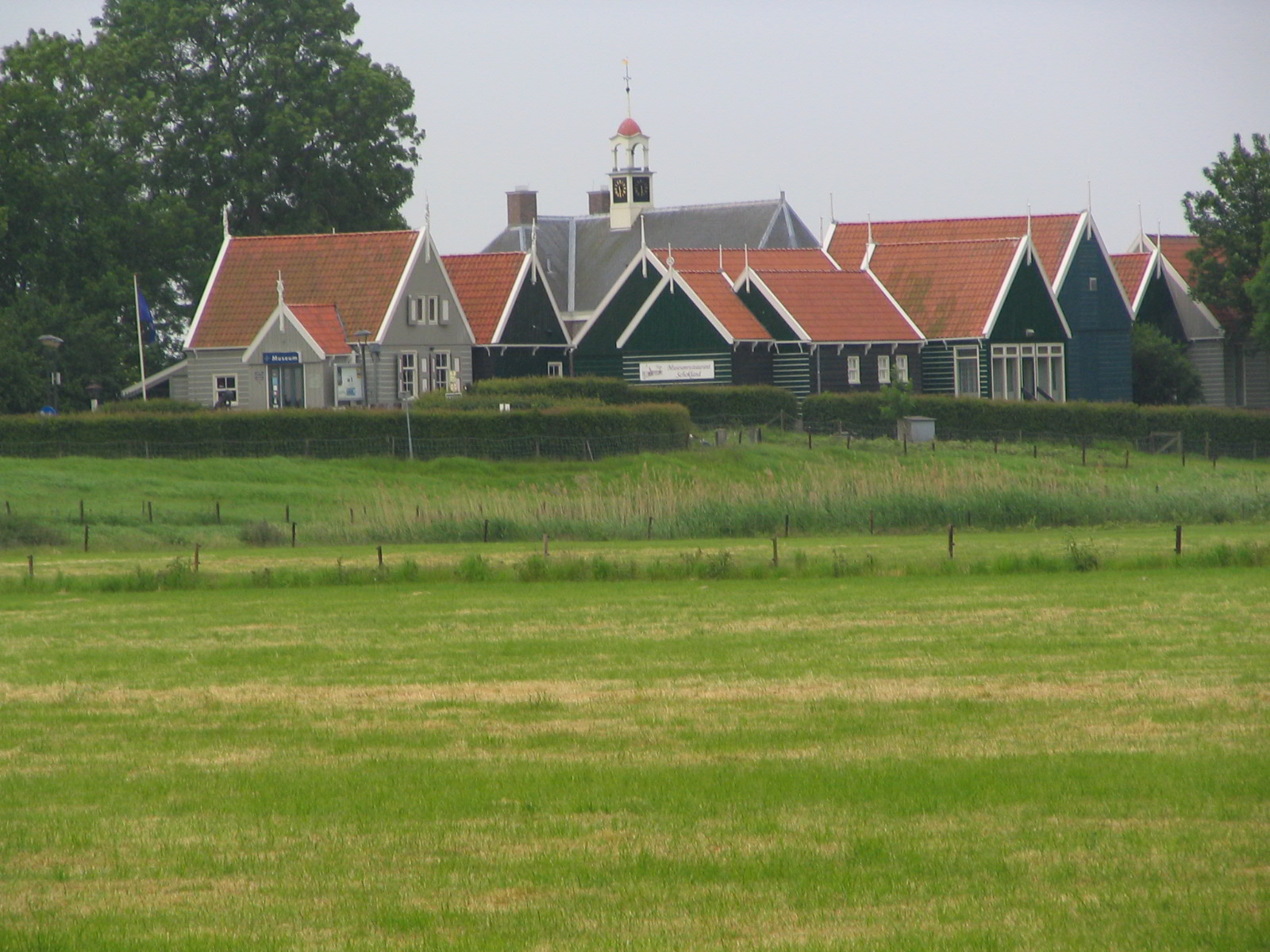
Музей Схокланда
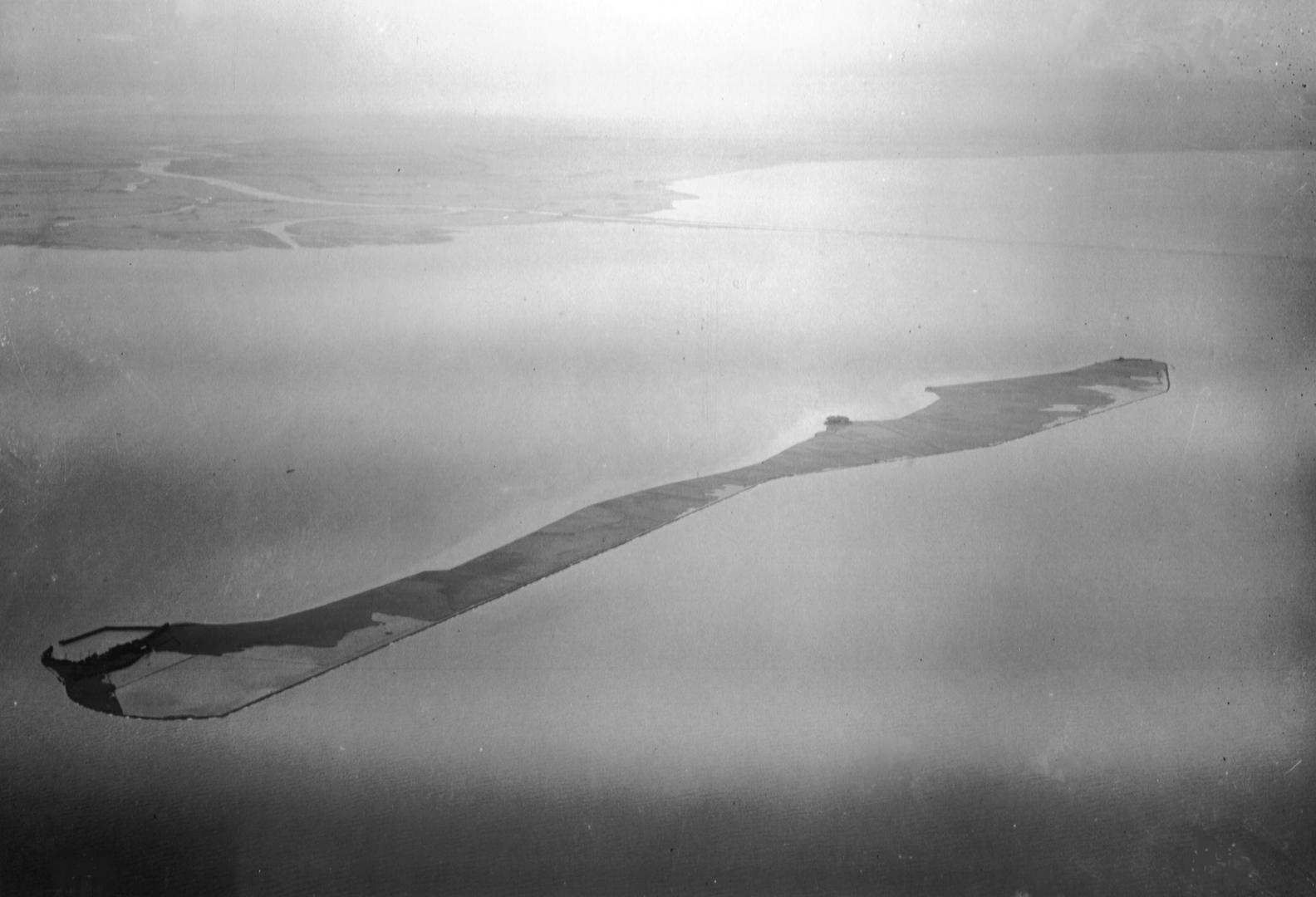
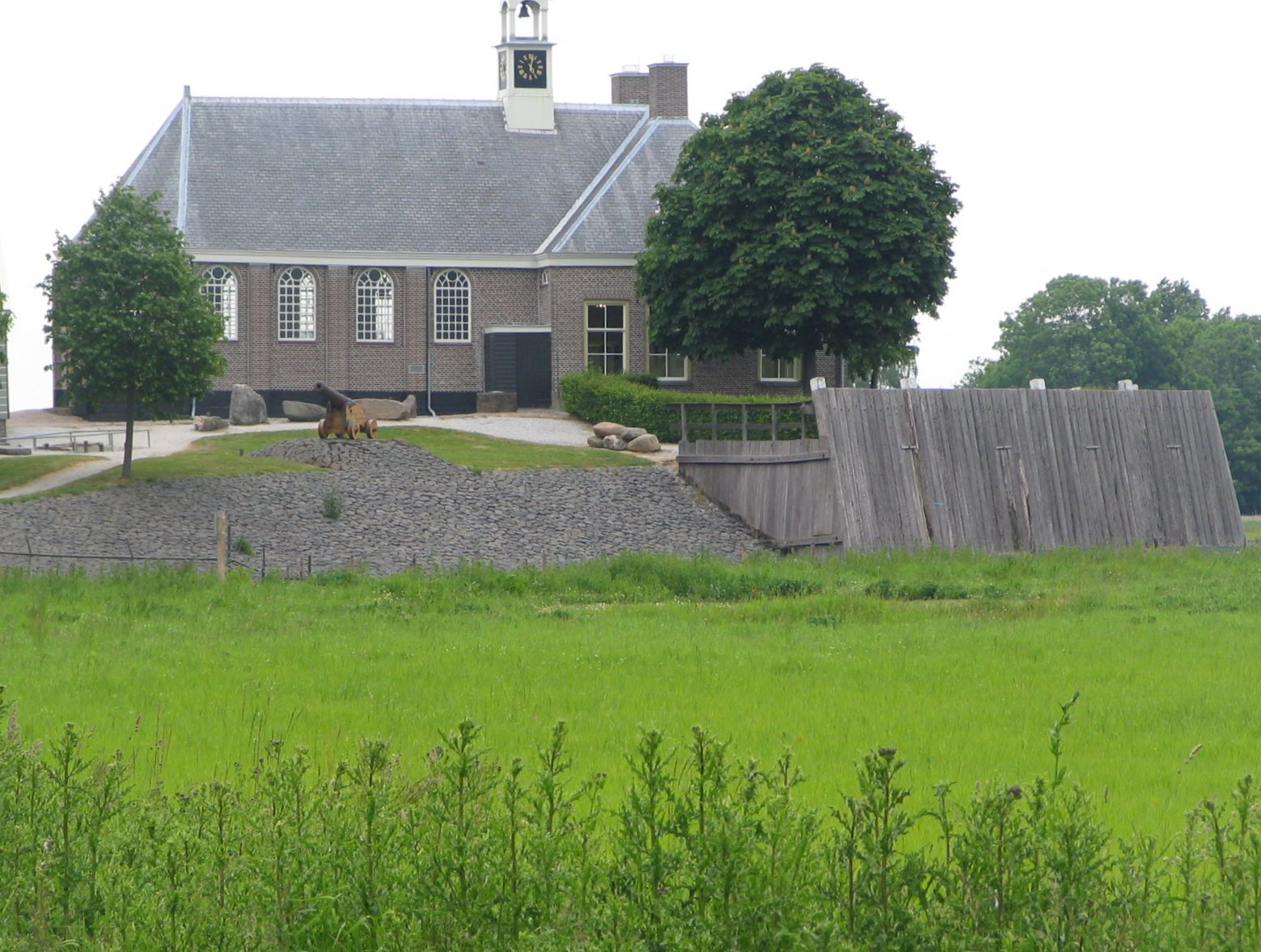
Церковь. Забор на фотографии — волновое заграждение. Все, что располагалось за ним, было окружено водой
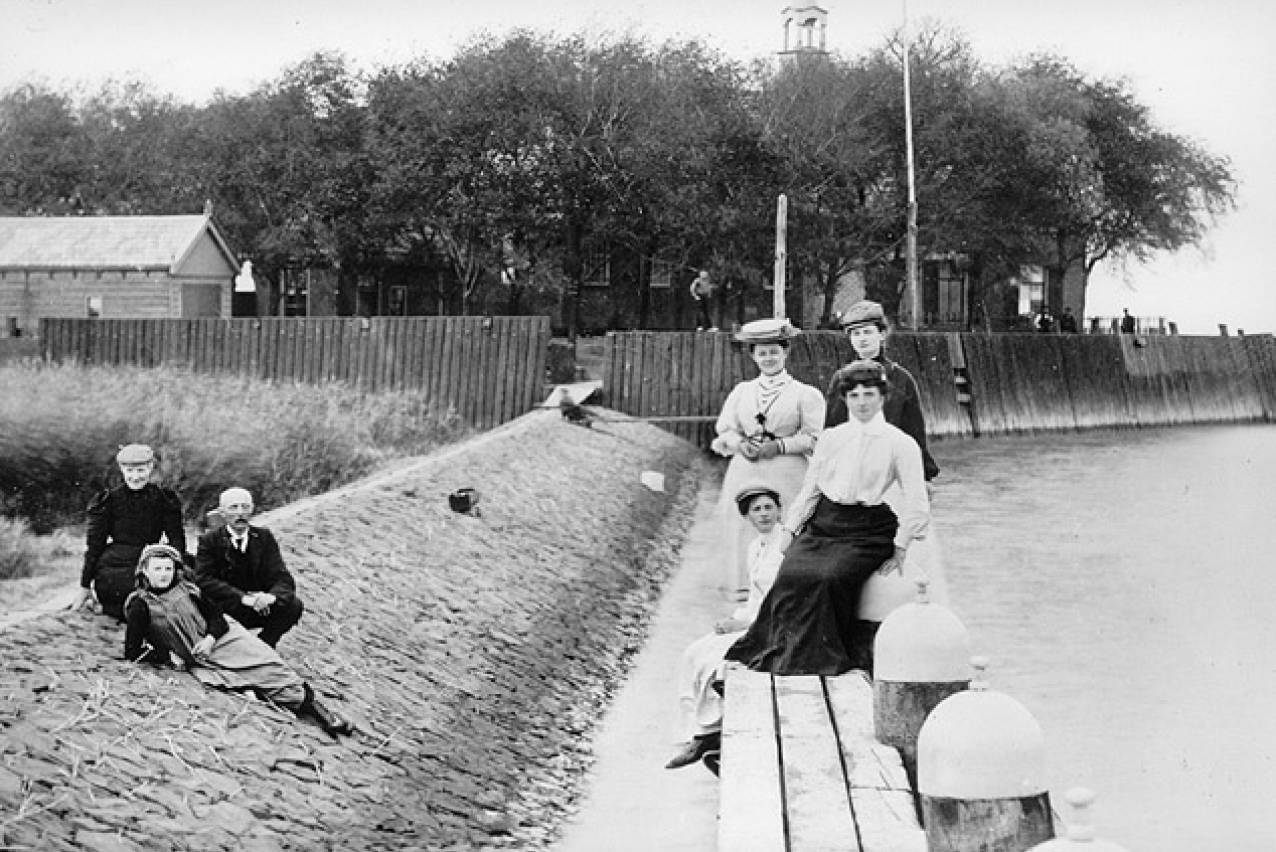
Церковь и волновое заграждение.